# Kamał Malikow
Kamał Magomiedraszydowicz Malikow (ros. Камал Магомедрашидович Маликов; ur. 17 marca 1987) – rosyjski zapaśnik startujący w stylu wolnym. Dziewiąty w Pucharze Świata w 2010. Trzeci na akademickich MŚ w 2012. Brązowy medalista mistrzostw Rosji w 2011, 2012 i 2014 roku.